# Obwód ałmacki
Obwód ałmacki (kaz: Алматы облысы, Ałmaty obłysy) – 15. z 17. pod względem powierzchni obwód Kazachstanu. Centrum administracyjnym jest miasto Konajew.

## Geografia
Obwód graniczy z Kirgistanem oraz Chinami (region autonomiczny Sinciang - Turkiestan Chiński). Oprócz tego, graniczy z obwodem żambylskim z zachodu, obwodem ułytauskim z północnego zachodu oraz żetyskim z północy.
Jezioro Bałchasz zajmuje północno-zachodnią część obwodu.

## Rejony
- Rejon Bałchasz
- rejon Ile
- rejon Jenbekszykazak
- rejon Karasaj
- rejon Rajymbek
- rejon Sarkan
- rejon Tałgar
- rejon Ujgyr
- rejon Żambył